# مارک پپلو
مارک پپلو (انگلیسی: Mark Peploe؛ زادهٔ ۱۹۴۳ میلادی - ۱۸ ژوئن ۲۰۲۵) کارگردان و فیلم‌نامه‌نویس اهل بریتانیا بود.
وی بابت نگارش فیلم‌نامهٔ آخرین امپراتور، برندهٔ جایزه گلدن گلوب در چهل و پنجمین مراسم گلدن گلوب و همچنین جایزه اسکار بهترین فیلم‌نامه اقتباسی و جایزهٔ دیوید دی دوناتلو شد.

## گزیدهٔ آثار

### کارگردان
- پیروزی (۱۹۹۶)
- هراس از تاریکی (۱۹۹۱)

### فیلم‌نامه‌نویس
- بودای کوچک (۱۹۹۳)
- آسمان سرپناه (۱۹۹۰)
- آخرین امپراتور (۱۹۸۷)
- حرفه: خبرنگار (۱۹۷۵)
- نی‌نواز هاملین (۱۹۷۲)